# Februarrevolutionen (Rusland)
 For alternative betydninger, se Februarrevolutionen. (Se også artikler, som begynder med Februarrevolutionen)
Februarrevolutionen er betegnelsen for de begivenheder, der fandt sted fra 23. februar – 3. marts G.S. (8. – 16. marts N.S) 1917, som førte til, at zar Nikolaj 2. måtte abdicere. En liberale russiske provisoriske regering kom til magten. Inden for sovjetisk historieskrivning er revolutionen derfor også kendt som den Borgerlige Demokratiske Revolution i Februar. Februarrevolutionen var den første af to russiske revolutioner i 1917. Den anden revolution, der kendes som Oktoberrevolutionen, så den russiske provisoriske regering – der var kommet til magten i forbindelse med Februarrevolutionen – blive afsat af bolsjevikker og Vladimir Lenin komme til magten.
Revolutionens vigtigste begivenheder fandt sted i og nær Petrograd (det nuværende Sankt Petersborg), det Russiske Kejserriges daværende hovedstad, hvor længerevarende utilfredshed med monarkiet mundede ud i masseprotester mod madrationering den 23. februar G.S. (8. marts N.S). De revolutionære begivenheder varede omkring otte dage og involverede massedemonstrationer, voldelige og væbnede sammenstød med politi og gendarmer, som var de sidste loyale styrker overfor det russiske monarki. Den 27. februar G.S. (12. marts N.S.) begik hovedstadens garnison mytteri og valgte at støtte de revolutionæres side. Tre dage senere abdicerede zar Nikolaj 2., hvilket gjorde en ende på Romanov-dynastiets styre og det Russiske Kejserrige. Den russiske provisoriske regering under prins Georgij Lvov ledelse erstattede efterfølgende det tidligere russiske ministerråd.